# 森維尤 (印第安納州)
森維尤（英語：Sunview）是位於美國印第安納州麥迪遜縣的一個非建制地區。該地的面積和人口皆未知。